# Echus Palus
Echus Palus est un palus (« marécage », petite plaine) situé à la surface de la planète Mars.